# Alfons Czaykowski
Alfons Czaykowski (Czajkowski) herbu Gryf (ur. 1846 w Dusanowie, zm. w 30 listopada 1892 tamże) – ziemianin, polityk, poseł na galicyjski Sejm Krajowy i do austriackiej Rady Państwa.

## Życiorys
Ukończył gimnazjum we Lwowie, a następnie studiował prawo na uniwersytecie lwowskim.
Ziemianin, od 1868 właściciel dóbr Dusanów koło Firlejowa. Członek Rady Powiatu (1874-1881) i wiceprezes (1874-1876) i prezes (1876-1879) Wydziału Powiatowego w Przemyślanach.
Poseł do Sejmu Krajowego Galicji IV kadencji (8 sierpnia 1877 – 21 października 1882), V kadencji (15 września 1883 – 26 stycznia 1889) i VI kadencji (10 października 1889 – 30 listopada 1892). Wybierany do Sejmu Krajowego z I kurii (wielkiej własności), z okręgu wyborczego nr 2 (Brzeżany). Po jego śmierci, na jego miejsce w Sejmie 27 stycznia 1893 obrano Mieczysława Onyszkiewicza. W Sejmie należał do grupy posłów zwanych Ateńczykami – którzy potem stali się podstawą politycznego centrum.
Poseł do austriackiej Rady Państwa VI kadencji (7 października 1879 – 23 kwietnia 1885), VII kadencji (22 września 1885 – 23 stycznia 1891) i VIII kadencji (9 kwietnia 1891 – 30 listopada 1892), wybieranym w kurii I (wielkiej własności) z okręgu wyborczego nr 14 (Brzeżany–Przemyślany–Podhajce). W parlamencie należał do grupy posłów konserwatywnych (podolaków) Koła Polskiego w Wiedniu. Był także bliskim współpracownikiem jego prezesa Kazimierza Grocholskiego. Po jego śmierci, jego mandat w wyborach uzupełniających uzyskał od 3 lutego 1893 Edward Podlewski.
Pod koniec życia ciężko chory zmarł w rodzinnej posiadłości.

## Rodzina
Urodził się w rodzinie ziemiańskiej. Syn Mikołaja Czaykowskiego (zm. 1868) i Rozalii z Petrowiczów. Miał młodszego brata, także polityka konserwatywnego Władysława Wiktora Czaykowskiego.